# Civilización chaco-santiagueña

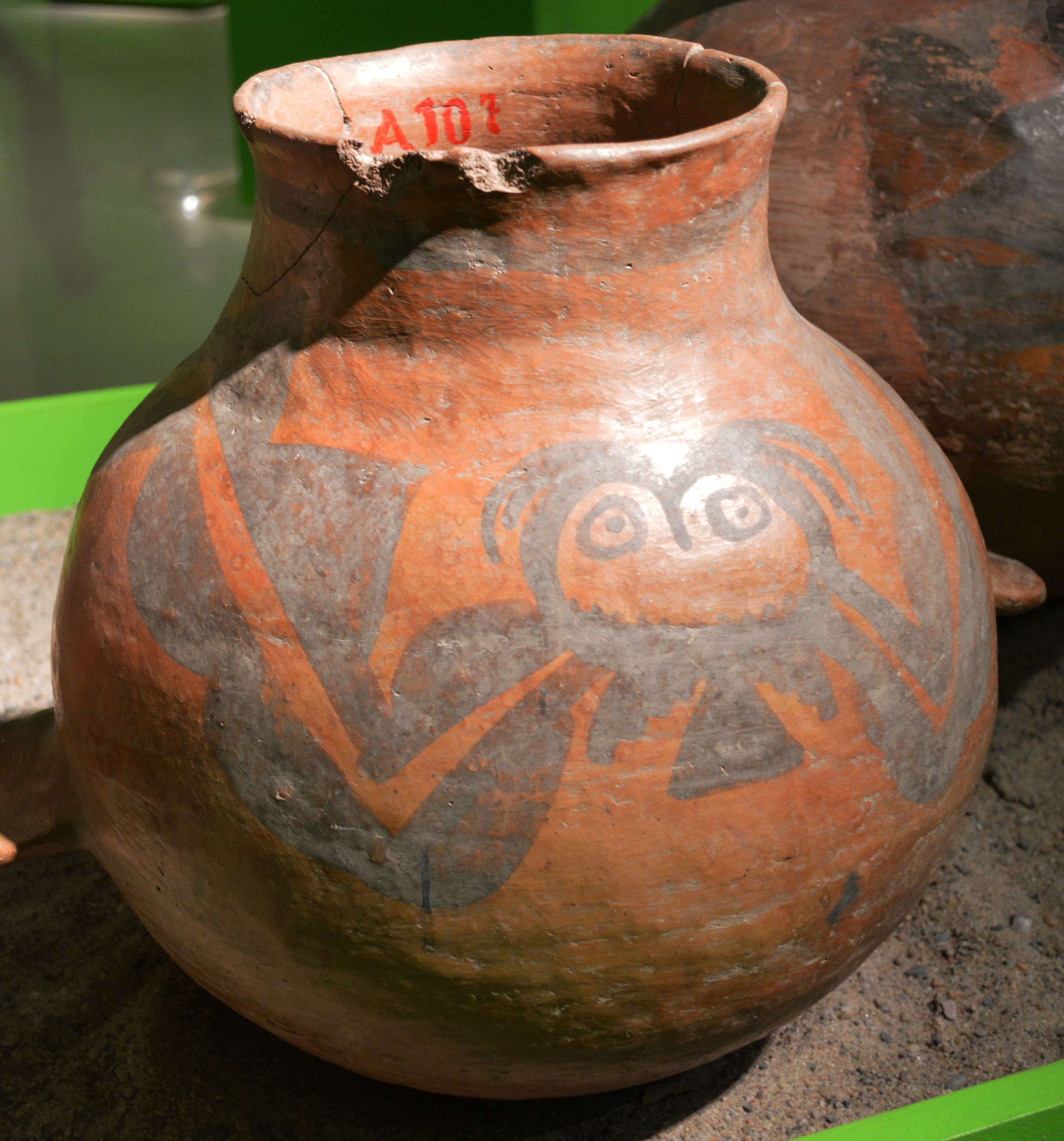
Urna funeraria con la deidad antropo-ornito-ofídica. Museo de Ciencias Antropológicas «Emilio y Duncan Wagner», Centro Cultural del Bicentenario, Santiago del Estero.

La civilización chaco-santiagueña es una cultura analizada por la teoría arqueológica y antropológica diseñada por los hermanos franceses Emilio y Duncan Wagner. Refiere a la posible existencia de una cultura antiquísima (aproximadamente del 10 000 a. C.) en la región central del actual territorio de la provincia de Santiago del Estero. En el momento que fuera presentada, esta tesis de investigación revolucionó profundamente las ideas científicas tradicionales.
Las primeras conclusiones sobre las que posteriormente se asentaría la tesis de la civilización chaco-santiagueña, surgieron de Emilio Wagner hacia 1902-1903. Admirado de los fragmentos de vasijas antiguas y otros enseres de altísima calidad estética, que encontró casi en cada lugar donde excavó en Mistol Paso, se figura que estos dibujos no podrían haber sido efectuados por «salvajes crinudos cubiertos con pluma de avestruz», como se describía por entonces a los nativos con desprecio. «Estas obras de arte son semejantes a las creadas por el neolítico helénico, incluso superiores».

## Descubrimientos

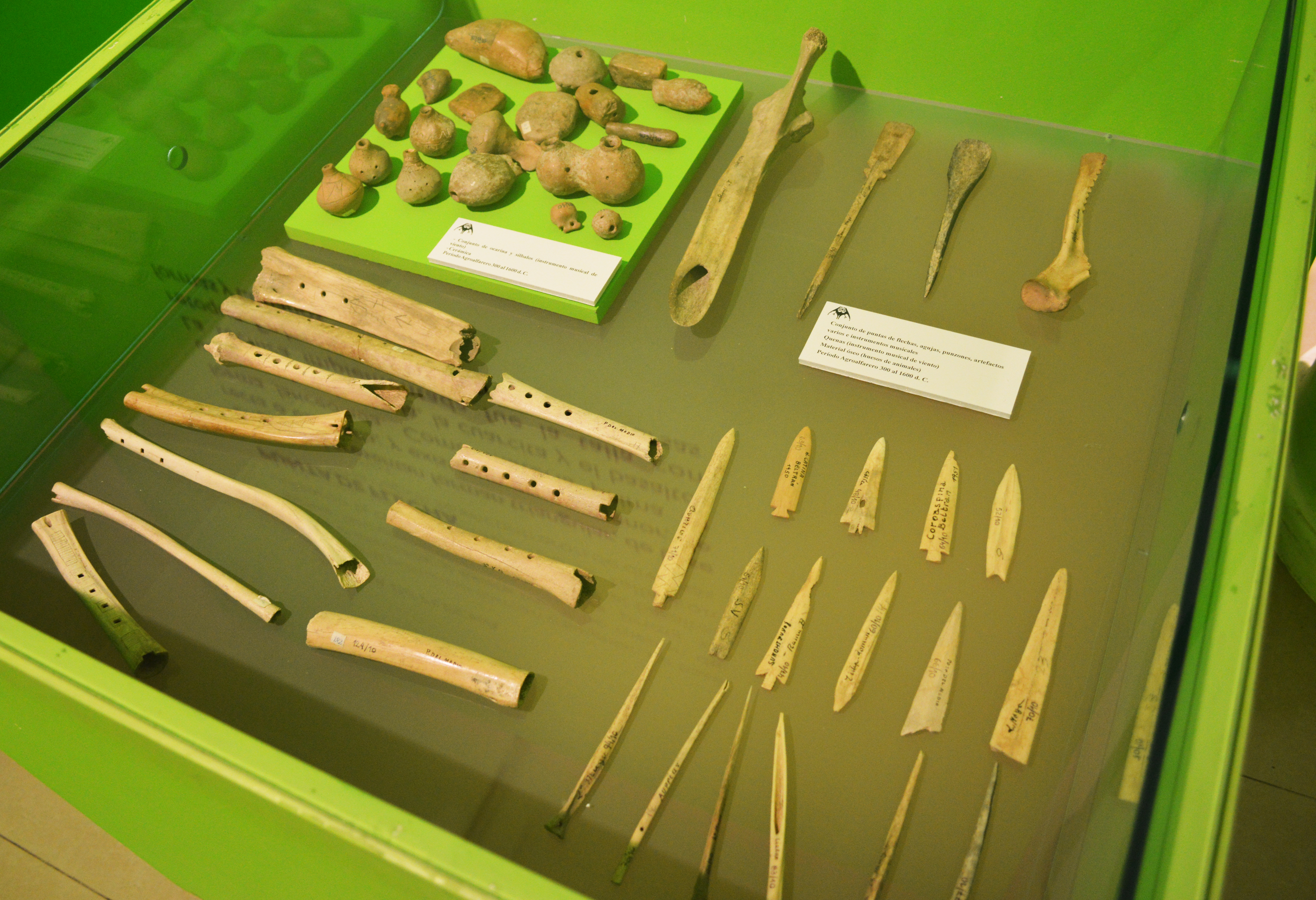
Conjunto de puntas de flecha, agujas, punzones, artefactos varios e instrumentos musicales. Museo de Ciencias Antropológicas «Emilio y Duncan Wagner», Centro Cultural del Bicentenario, Santiago del Estero.

La civilización chaco santiagueña fue descubierta por los investigadores franceses radicados en Santiago del Estero, Emilio R. y Duncan L. Wagner, a la que denominaron el «Imperio de las llanuras». Habría existido muchos siglos antes de la llegada de los españoles y era una civilización mucho más avanzada que la que mostraban los indígenas de Santiago del Estero que los recibieron e incluso a la de otras tribus del Chaco.
Los descubrimientos arqueológicos de los hermanos Wagner fueron realizados principalmente en la zona del río Salado y consistieron en avenidas de construcciones tumuliformes limitando grandes represas para agua. Las excavaciones llevadas a cabo de esos montículos suministraron piezas de alfarería ricamente decoradas. Los túmulos medían hasta tres metros y se encontraban distantes los unos a los otros «a un tiro de flecha», lo que hace pensar que podían haber tenido fines defensivos.
Entre las conclusiones de los mismos, determinaron que los hombres de esa civilización eran de raza caucásica, tenían barba, nariz aguileña y sus ojos algo horizontales. Eran sedentarios, pastores, agricultores, tejedores habilidosos, alfareros y con una civilización avanzada. Vivieron originariamente sobre las márgenes de los ríos Dulce y Salado, pero luego se extendieron abarcando el territorio de otras provincias. Esta civilización habría existido antes de Cristo.
Los instrumentos musicales hallados, de hueso y arcilla, demuestran que se trataba de un pueblo que gustaba mucho de la música. Las fusaiolas encontradas testifican que las mujeres tejían sus finas telas de muchos colores. Los restos de los habitantes fueron encontrados en urnas funerarias. Según sus ritos mortuorios, a los muertos primero los colocaban bajo tierra (entierro primario), y una vez producido el descarne, los pasaban a las urnas para el entierro definitivo o secundario. Las urnas eran modeladas con perfección y decoradas suntuosamente, verdaderas obras maestras del arte cerámico.
Rendían culto a la divinidad trinitaria antropo-ornito-ofídica (hombre-pájaro-serpiente) y fabricaban estatuillas de barro de estas para la adoración.

### Ilustraciones
Ilustraciones de los hallazgos efectuados por los hermanos Wagner en Santiago del Estero, del libro La civilización chaco santiagueña, de Emilio Wagner.

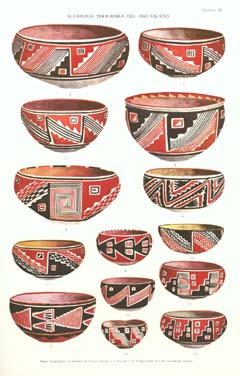
Conjunto de pucos.
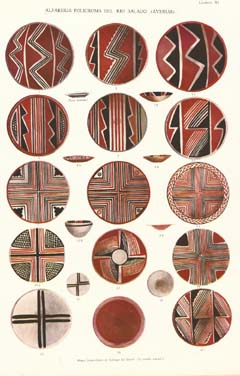
Platos y pucos.
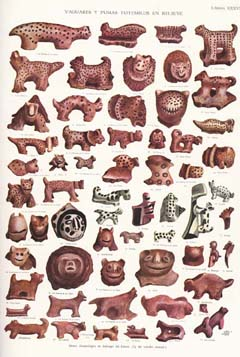
Alfarería y elementos de cerámica.
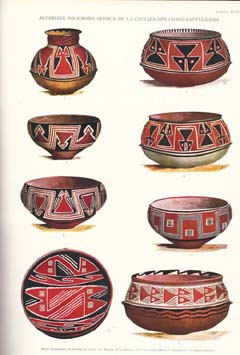
Tinajas y pucos.
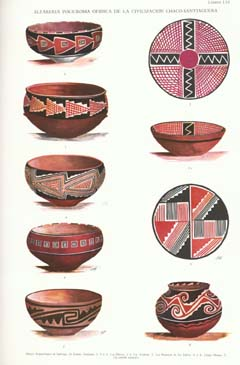
Conjunto de tinajas y pucos
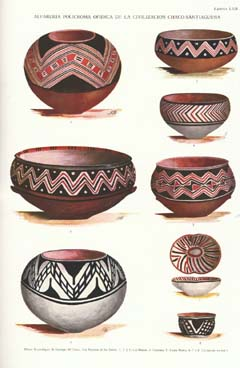
Vasos y pucos.

### Cultura refinada
En uno de sus múltiples artículos sobre la civilización chaco santiagueña, Emilio y Duncan Wagner afirmaron:

Un sentimiento de profunda religiosidad y de notable simpatía humana emana de este arte tan esencialmente calmo y ponderado, de una absoluta castidad, que ha esquivado con cuidado lo grotesco, lo obsceno y las truculentas monstruosidades.

Está permitido creer que esta gente de costumbres aparentemente más dulces que la de cualquier otro pueblo precolombiano, había ignorado la práctica de sacrificios humanos pues nunca hicieron figurar en el decorado de sus alfarerías (lo que constituye un hecho excepcional) esas horrorosas cabezas trofeos, chorreando sangre, de las cuales la ideografía americana ha hecho triste abuso.

Una atmósfera de belleza espiritual muy elevada, envuelve a este arte donde el simbolismo ha ejercido una influencia que parece haber obrado, sobre todo, en el sentido de una idealización muy sutilmente refinada, que parece haber sido particularmente cara a esas Viejas Razas de la Argentina, tan notablemente dotadas. Es ese rasgo esencial que distingue al arte cerámico de la civilización chaco-santiagueña, y su extraordinaria significación no podría escapar a ningún espíritu realmente cultivado. [...]

Pastores, agricultores, tejedores de una habilidad consumada, y como alfareros maestros entre los maestros, estos pueblos sedentarios no vivieron por cierto una existencia miserable. [...]

Entre esos pueblos que gozaron de una civilización ya muy avanzada, todo indica que el lujo que desplegaban en la fabricación de la cerámica debió ir a la par con el que aplicaban a su vestido. Las 1900 fusaiolas artísticamente trabajadas que existen en nuestras colecciones nos suministran la prueba. Las finas telas de las cuales una muestra ha llegado felizmente hasta nosotros, las innumerables perlitas, verdaderas joyas, la turquesa, lapislázuli, y otras piedras preciosas, han proporcionado el material en que han sido hábilmente talladas, debieron servir para adornar los vestidos confeccionados en dichas telas. [...]

Numerosos instrumentos de música, en hueso o tierra cocida, nos hablan de danzas y fiestas en que esos hermosos vestidos debieron ser llevados. El bello estilo de la alfarería doméstica indica, como Ambrosetti lo explicó ya claramente, una vida tranquila y próspera.

Según la señora Cox Stevenson Cushing, y otros autores norteamericanos que los visitaron por largo tiempo, los Indios Pueblos despliegan en el decorado de la cerámica y el simbolismo que la caracteriza, un lujo que se aproxima notablemente al que se observa entre los antiguos pueblos de Santiago del Estero y los ejercicios religiosos absorben casi seis meses de cada año, o sea la casi mitad de su tiempo. [...]

Los orígenes de su teogonía, de las más complicadas, así como los de su cultura, se pierden en la noche de los tiempos.

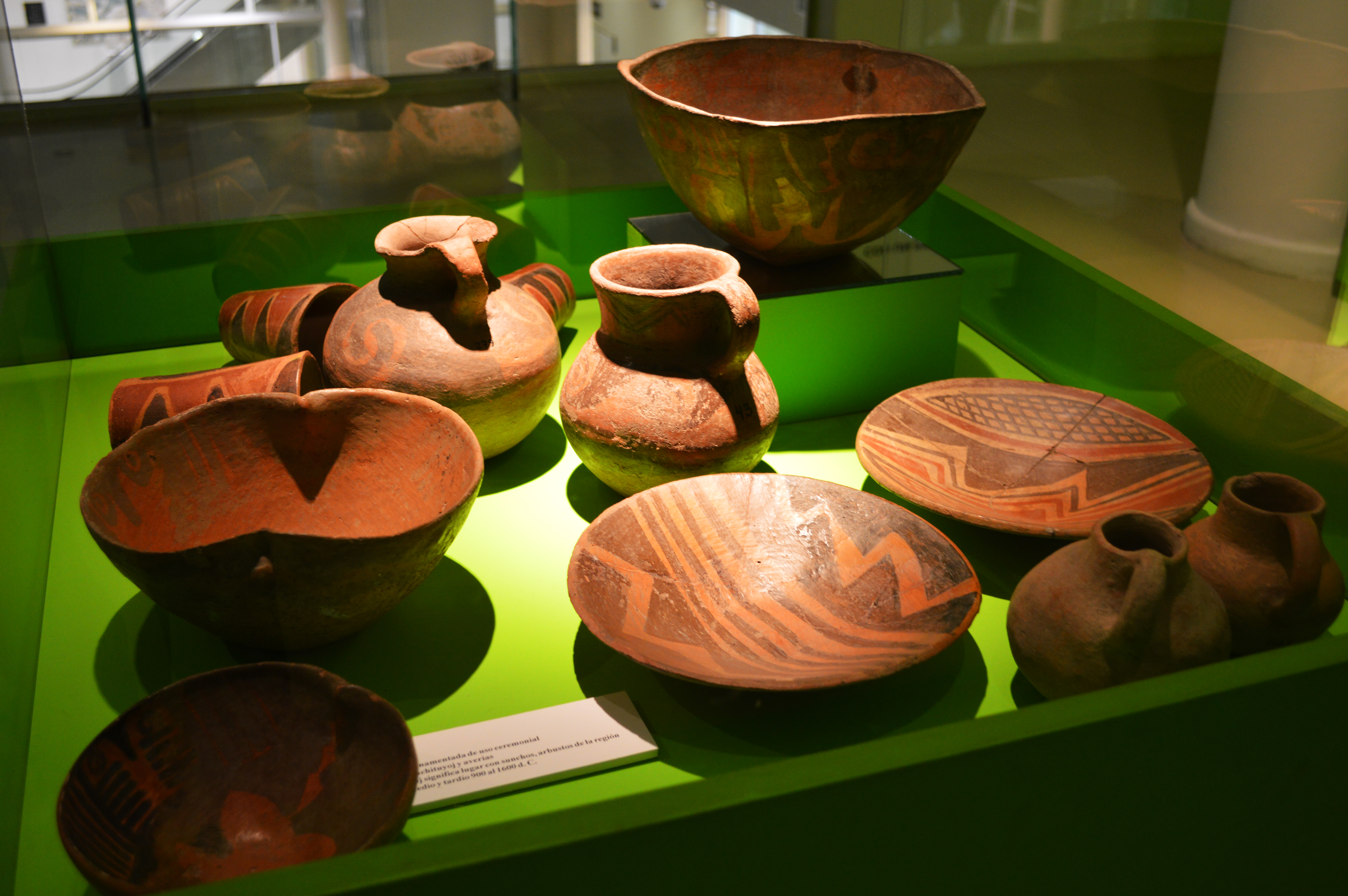
Cerámica ornamentada de uso ceremonial.
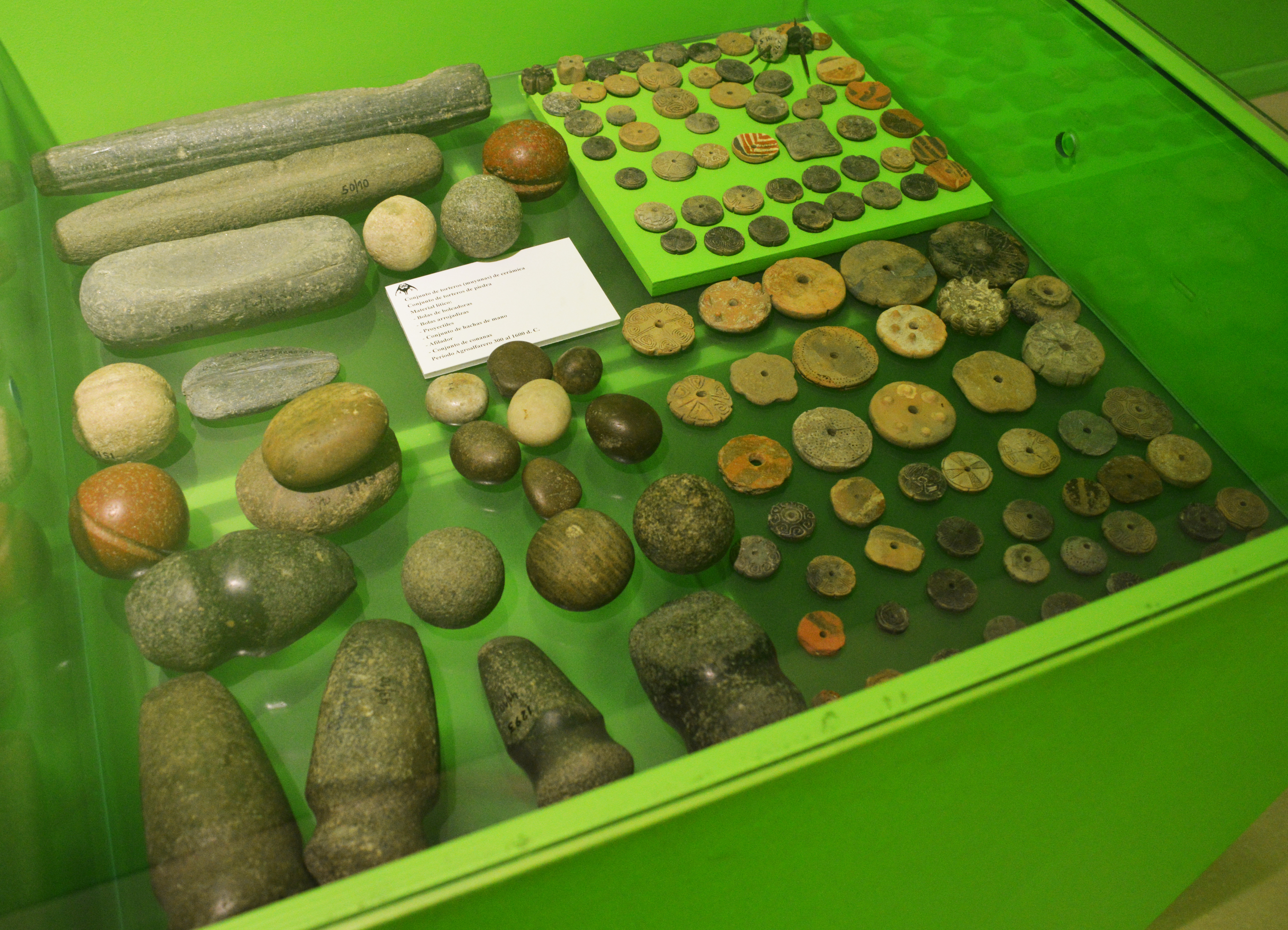
Conjunto de torteros de cerámica y de piedra.
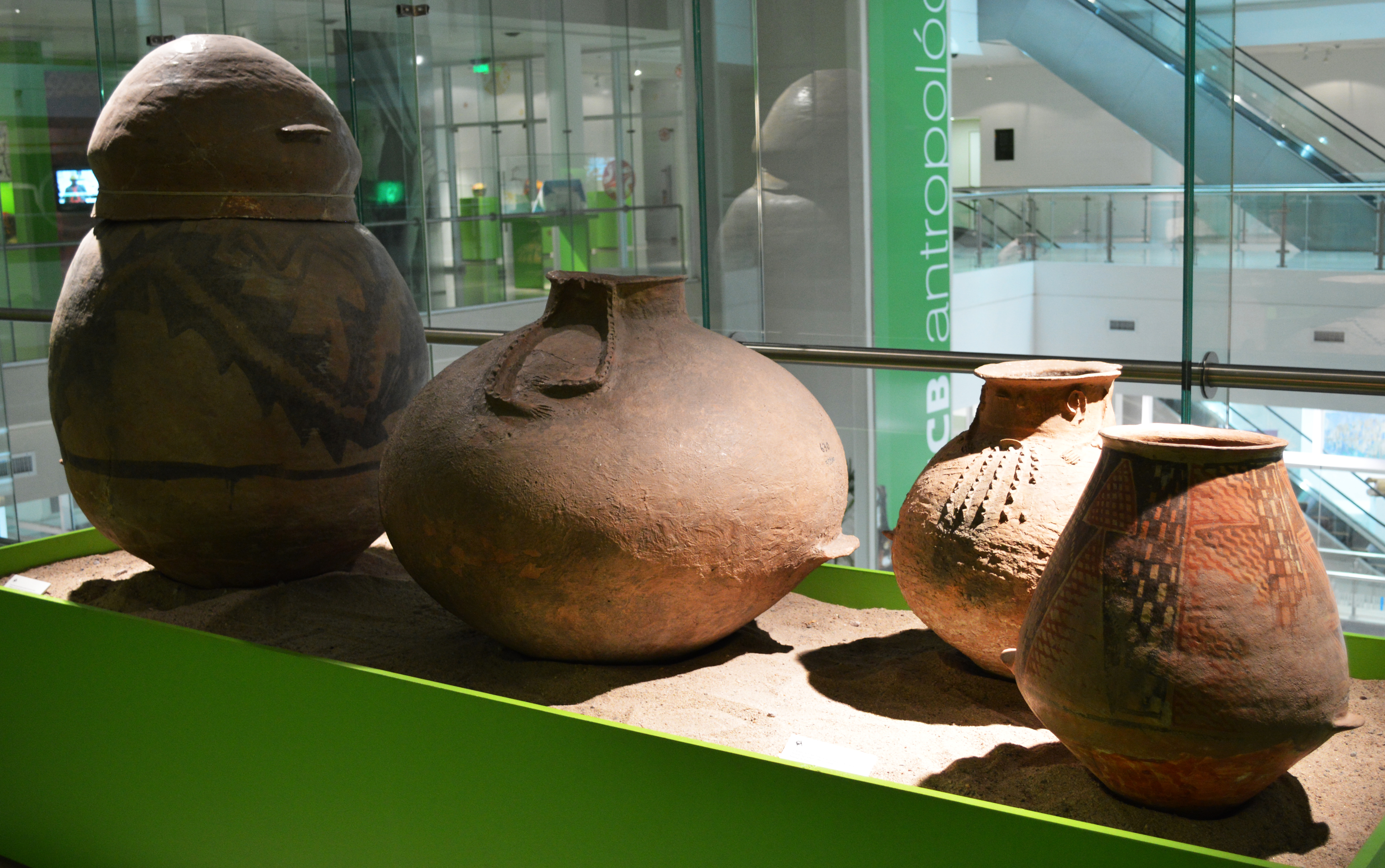
Urna funeraria de entierro primario con puco (tapa) y urnas de entierro secundario.
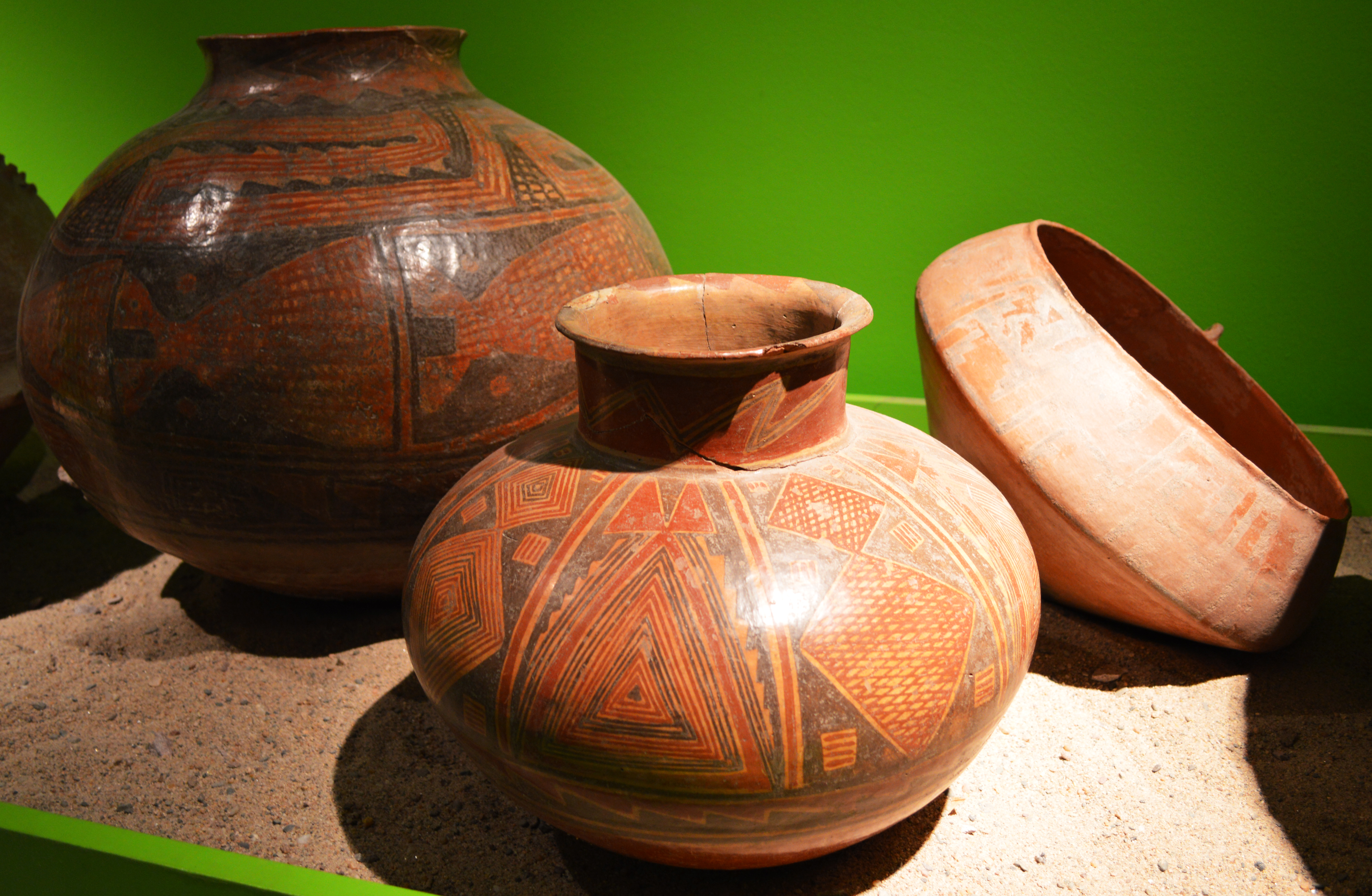
Conjunto de urnas funerarias. En una de ellas se observa la serpiente bicéfala.
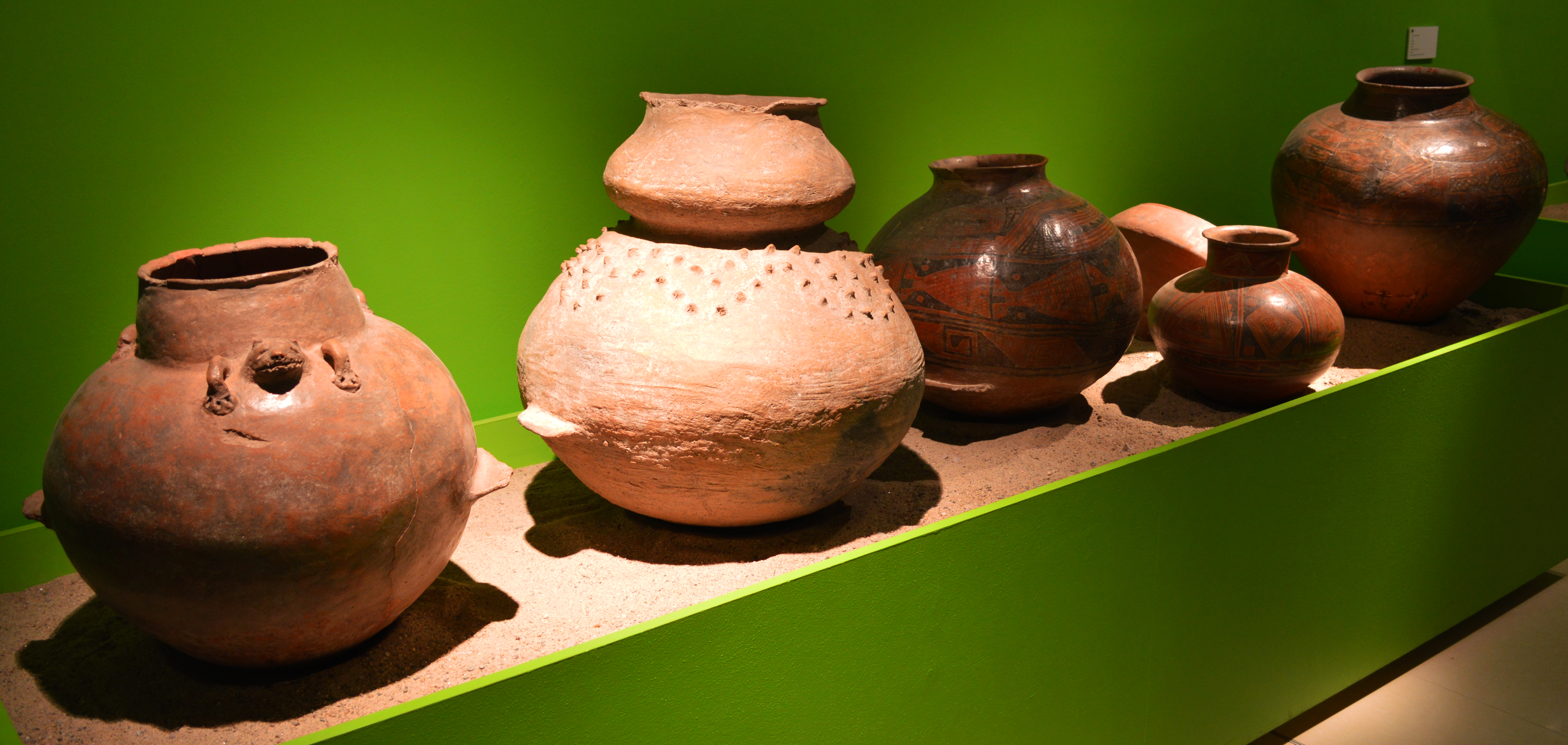
Conjunto de urnas funerarias Sunchituyoj y Averías.
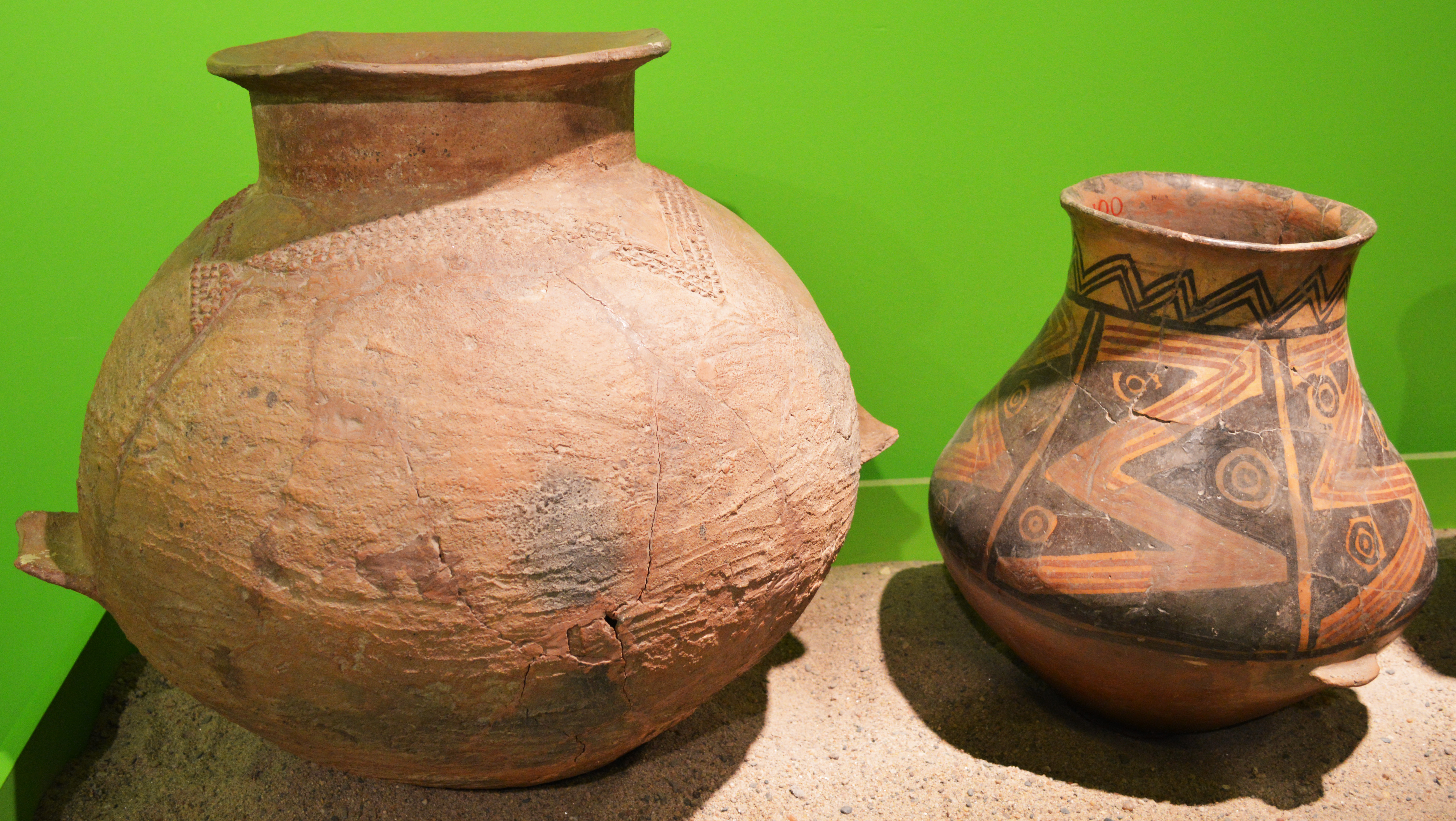
Urnas funerarias de entierro secundario.
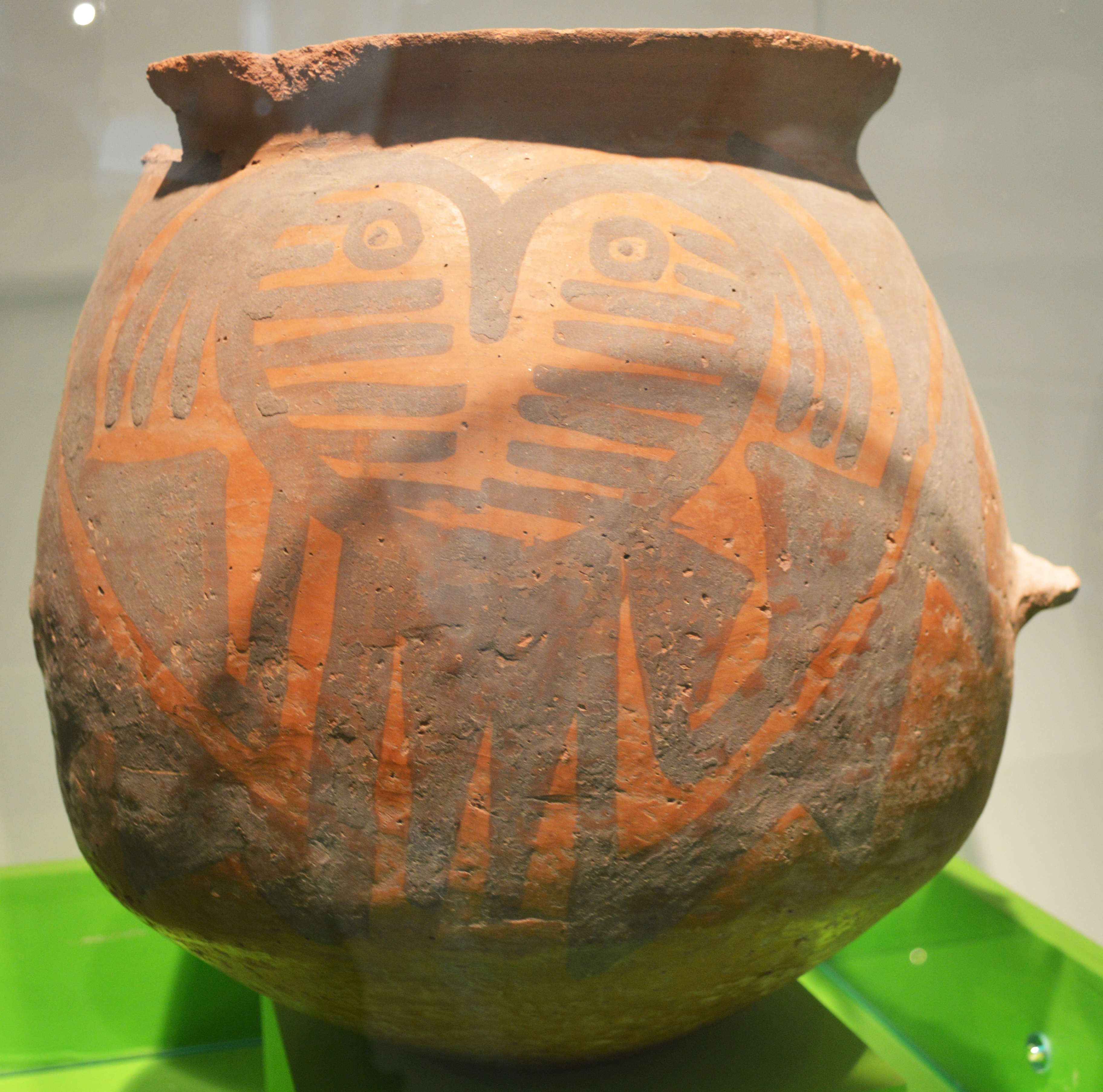
Urna con la divinidad alada.

## Correlaciones con Europa y otras civilizaciones

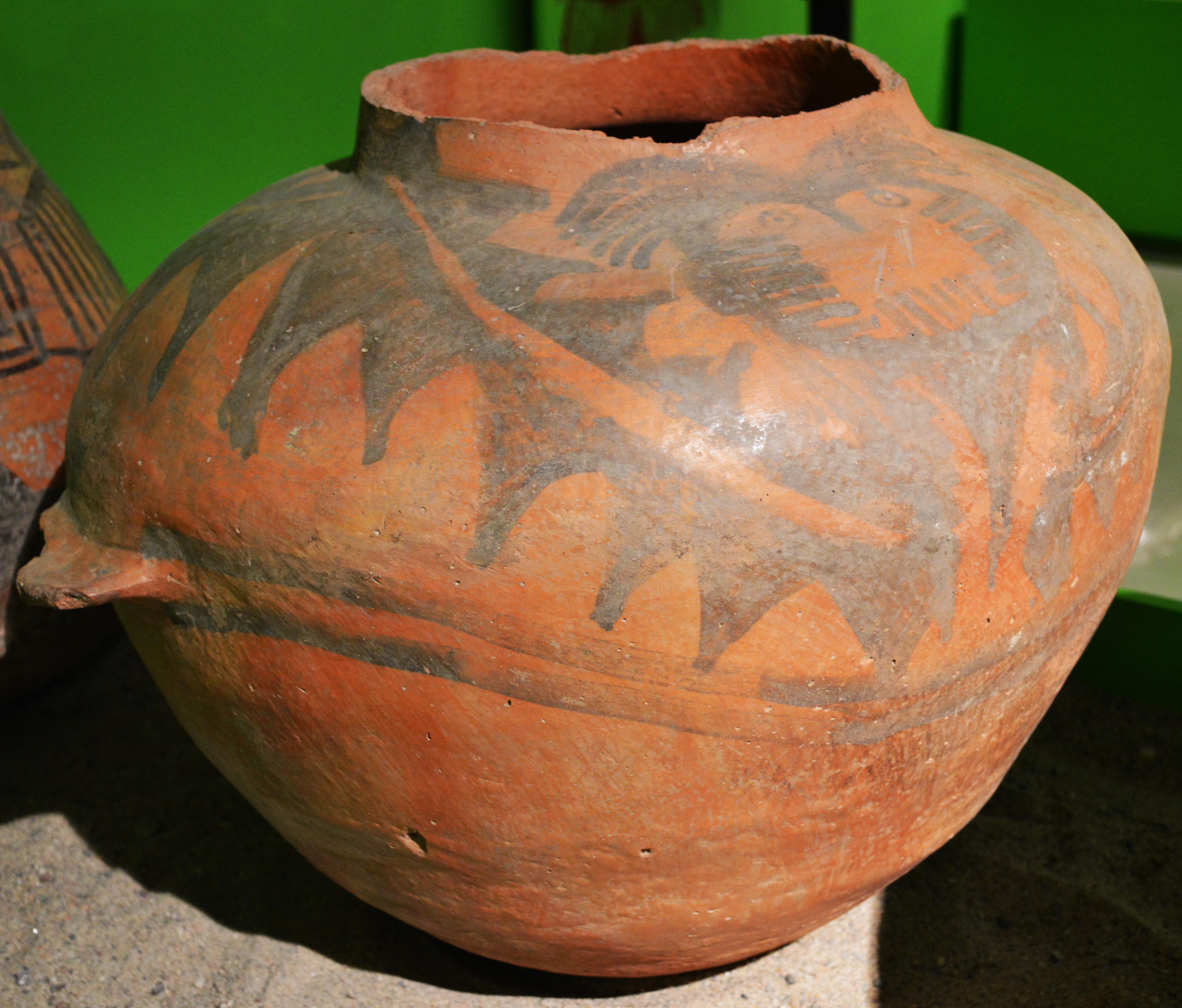

En su teoría, los hermanos Wagner afirmaron que la prehistoria de Argentina y de Santiago del Estero está íntimamente vinculada con el paleolítico y el neolítico de Europa.
Compararon las fusaiolas o torteros provenientes de los túmulos de Santiago del Estero con las encontradas por el arqueólogo alemán Heinrich Schliemann, al descubrir en 1870 la ciudad de Troya, así como también con los símbolos fálicos de Troya, Fenicia, de los pueblos de África, Nuevo México, América Central, de los aborígenes hopi de Arizona, de Oceanía, Malta, Babilonia, etc. La comparación de los documentos exhumados del subsuelo santiagueño y de otras partes del mundo les llevó a la conclusión -no apoyada por los descubrimientos actuales- de que en un pasado muy lejano, pueblos surgidos de ultramar, que poblaron una gran parte de América, de Eurasia, de África y de Oceanía, han tenido una cuna u origen común. Los Wagner colocaron a la Atlántida como dicho origen en medio del Océano Atlántico, aunque esta cuestión ha sido ya superada por la ciencia. El culto a la divinidad trinitaria se ha encontrado de un extremo al otro del mundo, inclusive en los jeroglíficos de Egipto. El pájaro santiagueño puede ser comparado con otros encontrados en los pueblos indígenas de Arizona o en Tiahuanaco (Bolivia), en Perú, en Alaska o en un vaso de Apolo en Grecia, o el dios Horus de Tebas, o un bajo relieve persa.
Según los hermanos Wagner, las estatuillas santiagueñas de barro cocido con las de Ur, en Asia Menor, las que están en museos griegos y las urnas halladas en Saint-Senin, Francia. Además las urnas con cabezas de lechuzas de Troya también se pueden comparar con las de Santiago del Estero. O el ojo en la palma de la mano (denominado Ojo de Moundville o Mano de Moundville) de los pucos santiagueños con sus similares de Alaska, Arkansas, México, Yucatán inclusive uno encontrado en el Tíbet. También el símbolo de la mano, coincide con el de unos jarrones de la China. Así mismo coinciden con la serpiente alada en Sonora, México, o el pájaro bicéfalo de Capadocia o escudos europeos, los vasos zoomorfos; o la nariguera de América Central y Colombia. Se destaca asimismo la divinidad sin boca de Utah, las de Tiahuanaco y las de Micenas en Grecia y su similitud con las santiagueñas.
Todo esto llevó a los hermanos Wagner a concluir que los pueblos de América, Europa y Asia, tienen un origen común, florecieron en una época muy remota, abrazaron la misma religión, adoraron las mismas divinidades y profesaron el mismo culto a los muertos. El arte de esta civilización se distinguió por un carácter de impresionante espiritualidad.
Juan Bautista Ambrosetti, escribió que «en Santiago del Estero vivió un pueblo dotado de un sentimiento artístico muy avanzado. La alfarería allí es aún más fina y más elegante que en Troya y Micenas, en la Gracia antigua, con una viveza admirable».

### Conclusiones
A partir de estos hallazgos, del análisis de las representaciones simbólicas impresas en los objetos de cerámica y mediante el uso del método comparativo, esencialmente geográfico y visual, los hermanos Wagner dedujeron y concluyeron:
1. La provincia de Santiago del Estero habría sido ocupada por poderosas naciones y poblada en una época lejana por pueblos de una civilización bastante avanzada;
2. Esta civilización habría desaparecido mucho antes de la llegada de los españoles y sus habitantes de entonces no tendrían ninguna vinculación genética con los actuales;
3. Comparando las urnas de Santiago del Estero con las de Hissarlick, se podría decir que son intercambiables;
4. El paralelismo entre Troya, Hissarlick es un hecho;
5. Sus habitantes fueron dueños de una altísima cultura, constructores de grandes túmulos, similares a los hallados al oeste de los Montes Apalaches, sobre los cuales habitaban pueblos que se extendían sobre centenares de hectáreas.[7]
6. Dividieron la civilización chaco-santiagueña en dos ramas, A y B y al mismo tiempo comenzaron a vislumbrar la existencia de una tercera o rama C. Atribuyeron gran antigüedad a los restos hallados y consideraron que sus ramas A y B fueron contemporáneas y en permanente asociación espacial. Además realizaron descripciones ecológicas y del patrón de poblamiento, que a pesar de algunas imprecisiones, constituyen una fuente inestimable de información.[8]

## Libro auspiciado por Francia
Dado el origen francés de los Hermanos Wagner, el Gobierno santiagueño auspició la publicación de su monumental libro La civilización chaco santiagueña y sus correlaciones con las del Viejo y Nuevo Mundo. Este volumen fue considerado por la prensa de la época como «el libro más bello que se haya editado desde Santiago del Estero». Presentaba preciosas ilustraciones a todo color, con reproducciones exactas pintadas una a una, a mano, por Olimpia Righetti.
El libro causó admiración. «Una ola de fervor investigativo, el debate público por lo avanzado de las propuestas, que muchos denostaron o intentaron descalificar, recorrió el ambiente intelectual argentino. Y también tuvo sus
importantes ecos en Europa, particularmente en Francia, que por esas investigaciones, muy pronto otorgaría su máxima condecoración de Caballeros de la Legión de Honor a los Wagner».

## Críticas a los hermanos Wagner
A lo largo de sus 35 años de producción arqueológica, los hermanos Wagner fueron modificando y ampliando el contenido y magnitud de sus planteos sobre la llamada «civilización chaco santiagueña». Sin embargo, pocas veces las modificaciones introducidas respondieron a las críticas que se les formulaban; por el contrario, ante las dificultades que se les señalaban, se obstinaron en mantener sus explicaciones y desarrollar teoría al límite de lo absurdo.
Hubo alguna exageración por parte de los hermanos franceses al sostener que la civilización chaco santiagueña era milenaria, anterior al español y también al inca, aspecto que fue unánimemente objetado. También sostuvieron que la civilización fue llevada desde las llanuras hacia las montañas, cuando los investigadores de entonces proclamaban lo contrario. Se les cuestionó la estrategia de divulgación y de aproximación al mundo no especializado a través de periódicos. 

## Investigaciones posteriores y confrontacion a la teoría
En estudios posteriores de otros investigadores, la Rama A fue llamada Cultura Averías, y su cerámica diagnóstica es de tradición tricolor con diseños geométricos. Fue identificada como la más moderna puesto que tomó contacto con los españoles. La Rama B fue llamada Cultura Sunchituyoc, y su cerámica característica es bicolor, cuyo tema figurativo central es el búho acompañado de diversos diseños geométricos. Si bien no alcanzó el período colonial, se superpone a ciertas etapas tempranas de Averías. Más tarde fue identificada la tercera Rama C de los Wagner como Cultura Las Mercedes, que fue ubicada en la etapa temprana del período agroalfarero. No todas las investigaciones y teorías, actualmente vigentes por los datos dispuestos, contradicen los postulados de los Wagner, quienes consideraron que sus Ramas A y B eran sustancialmente contemporáneas y mucho más antiguas.